# Daisy Ragole
Daisy Ragole was een Belgisch fraudeur en oplichter die als werkneemster van het Gentse filiaal van de bank Crédit Lyonnais in 1997 in opspraak kwam nadat ze 3,68 miljard frank (nu € 85 miljoen) naar haar toenmalige echtgenoot Laurent Demey had doorgesluisd. Demey was voorzitter van de noodlijdende voetbalclub SV Waregem en eigenaar van tientallen bedrijven.

## Achtergrond
Ragole had een vertrouwensfunctie in de bank en zorgde voor de boekingen. Via haar kwam al het geld van overschrijvingen op de juiste rekening terecht in binnen- en buitenland.
De geldverduistering begon in 1982. Het echtpaar had een middelgroot bedrijf, Hortex, en schakelde net over van tuinaanleg voor particulieren naar wegenaanleg voor de overheid. Omdat het zo lang duurde voor hun facturen uitbetaald werden en zij de periodes niet meer konden overbruggen begon ze geld van de bank te gebruiken.
Tot de fusie van Crédit Lyonnais met de Charse Handelsbank in 1991 was haar volmacht onbeperkt. Daarna dienden voor bedragen boven de 250.000 frank (€ 6.250) dubbele handtekeningen vervalst te worden. Ze beschikte over de wachtwoorden van haar collega's voor de elektronische buitenlandse betalingen voor wanneer die met vakantie waren. Na de fusie begon Ragole grote bedragen te verduisteren, ongeveer 500 miljoen frank per jaar.

## Uitgave van het geld
Niemand merkte iets omdat Ragole de tekorten elke maand aanvulde. Op de laatste dag van de maand haalde ze geld van bankiersrekeningen – die tijdelijk in het rood mochten staan – en zette dat op tussenrekeningen. Bij het begin van de volgende maand werd het bedrag weer terug op die bankiersrekeningen gezet. Ze dempte met het geld bodemloze putten in alle bedrijven van haar filiaal. Haar echtgenoot kocht er hotels mee in Zwitserland. Nadat hun huwelijk op de klippen liep, woonde hij met een minnares in een kasteel in Waasmunster. Hij kocht ook een verliesgevend skigebied in Zwitserland, villa's in Frankrijk en Spanje, een jacht, een sinaasappelplantage in Costa Rica en een vliegtuigmaatschappij in Sri Lanka.

## Arrestatie
Op 11 maart 1997 kwam de hele zaak aan het licht. Demey had voor een van zijn bedrijven een lening aangevraagd bij de Generale Bank. Het dossier ging naar een analist in Brussel die merkte dat er verdacht veel geld op zijn rekeningen werd gestort, telkens met bankcheques van Crédit Lyonnais. Ragole bekende meteen dat het om 3,68 miljard frank ging. In 
Humo 3372 van 19 april 2005 verdedigde ze zich door te zeggen dat ze van plan was de bedragen ooit terug te betalen.

## Processen
In 2005 kwam het tot een proces. Op 28 februari 2006 werden Ragole en Demey elk tot vijf jaar cel en 99.157,41 euro effectieve boete veroordeeld werden. Het hof van beroep van Gent bevestigde op 26 maart 2007 de gevangenisstraffen en verhoogde de boetes tot 247.500 € voor Ragole en 495.000 voor Demey.
Daarmee was de zaak evenwel niet afgelopen. De strijd om de verbeurd verklaarde bezittingen van Ragole en Demey zou nog tien jaar aanslepen. In november 2007 verbrak het Hof van Cassatie het arrest van Gent op dat punt. De Bijzondere Belastinginspectie had de opbrengst van de verduistering belast als een beroepsinkomen en vorderde meer dan 80 miljoen euro. Daardoor stonden twee grote schuldeisers tegenover elkaar, enerzijds de fiscus en anderzijds de Deutsche Bank, die intussen Crédit Lyonnais had overgenomen. Vermits de fiscus een voorrecht heeft tegenover andere gewone schuldeisers, zouden de teruggevonden gelden naar de staat gaan en niet naar de benadeelde bank.   De fiscus kreeg gelijk van het hof van beroep van Gent, maar Cassatie vernietigde die uitspraak in 2012 en verwees de zaak door naar het hof in Antwerpen. Eind 2014 kreeg de fiscus ook daar gelijk. De zaak kwam een tweede keer voor het Hof van Cassatie dat uiteindelijk in juni 2016 concludeerde dat verduisterd geld niet als een belastbaar inkomen bestempeld kan worden.